# Bennie Briscoe Award
Bennie Briscoe Award – amerykańska nagroda dla filadelifjskich bokserów. Nagroda jest przyznawana za ich osiągnięcia w danym roku. Pierwsza edycja miała miejsce w 2007 r. a zdobywcą statuetki był Steve Cunningham. Nagroda jest nazwana imieniem legendarnego filadelfijskiego boksera, członka WBHOF (World Boxing Hall of Fame), Benny'ego Briscoe